# Mariela Castro
Mariela Castro Espín (* 27. července 1962, Havana, Kuba) je kubánská aktivistka a činitelka na poli sexuální osvěty a bojovnice za práva sexuálních menšin. Působí jako ředitelka Národního centra pro otázky sexuální osvěty (CENESEX).

## Biografie
Je dcerou bývalého kubánského prezidenta Raúla Castra a revolucionářky Vilmy Espín. Jejím strýcem byl bývalý kubánský prezident a revolucionář Fidel Castro. Její bratr, Alejandro Castro Espín, byl považován možnou za příští hlavu kubánské republiky, kterou se však nakonec stal dosavadní viceprezident Miguel Díaz-Canel.
Mariela Castro Espín nejvíce proslula pořádáním osvětových kampaní v oblasti prevence AIDS a aktivním vystupováním na obranu práv homosexuálů, bisexuálů či transsexuálů. V roce 2005 iniciovala návrh zákona, jenž kubánským transsexuálům umožňuje legálně podstoupit změnu pohlaví prostřednictvím chirurgického zákroku. Zákon vešel na Kubě v platnost v roce 2008.
Kromě výkonu funkce ředitelky Národního centra pro otázky sexuální osvěty působí rovněž v několika dalších obdobně zaměřených organizacích. Stojí např. v čele Národního centra multidisciplinárních studií sexuálních otázek či Národní komise pro rovnost pohlaví, je též členkou Národní akční skupiny pro prevenci, potírání a léčbu AIDS, patří mezi výkonné členy Světové sexuologické asociace (World Association for Sexual Health, WAS).
Na poli sexuální osvěty se věnuje rovněž publikační činnosti, v dotyčné tematické oblasti publikovala 13 akademických článků a 9 odborných publikací. Z pozice šéfredaktorky řídí vydávání magazínu Sexología y Sociedad (Sexuologie a společnost“).
Jejím současným manželem je italský fotograf Paolo Titolo, s nímž vychovává dvě děti spolu s dcerou ze svého prvního manželství s chilským levicovým aktivistou Juanem Gutiérrezem Fischmannem.